# Лютенська територіальна громада
Лютенська сільська територіальна громада — територіальна громада в Україні, в Миргородському районі Полтавської області, з адміністративним центром у селі Лютенька.

## Загальна інформація
Площа території — 373,8 км², населення громади — 5 256 осіб (2020 р.).

## Населені пункти
До складу громади увійшли села Глибоке, Кругле Озеро, Лисівка, Лютенька, Мала Обухівка, Млини, Новий Виселок, Перевіз, Рашівка, Солдатове, Соснівка та Юріївка.

## Історія
Створена у 2020 році, відповідно до розпорядження Кабінету Міністрів України № 721-р від 12 червня 2020 року «Про визначення адміністративних центрів та затвердження територій територіальних громад Полтавської області», шляхом об'єднання територій та населених пунктів Лютенської, Лисівської, Рашівської та Соснівської сільських рад Гадяцького району Полтавської області.